# Partido de la Independencia Nacional
El Partido de la Independencia Nacional fue un partido político de Belice activo entre el 1 de julio de 1958 y el 27 de setiembre de 1973. Se formó tras la fusión de los dos principales partidos de oposición al Partido Unido del Pueblo; el Partido Nacional y el Partido de la Independencia Hondureña. El líder del partido fue Herbert Fuller quien ejerció el cargo hasta su muerte en 1962 tras lo cual el liderazgo pasó a Phillip Goldson. Estuvo fuera del parlamento beliceño incapaz de lograr representación, pero obteniendo representación en las juntas locales, ganando dos pueblos en 1963, cinco en 1966 (tres con totalidad), dos en 1969 y San Ignacio únicamente en 1972. En 1974 se fusiona junto a otros partidos creando el Partido Demócrata Unido que obtendría la victoria parlamentaria consiguiendo mayoría de asientos (6 a 3 frente al PUP) en 1974.7

## Resultados electorales
| Año  | Votos  | %     | Escaños | +/- | Posición | Gobierno           |
| ---- | ------ | ----- | ------- | --- | -------- | ------------------ |
| 1961 | 5.107  | 23,63 | 0/18    |     | 2º       | Extraparlamentario |
| 1965 | 10.407 | 40,25 | 2/18    | 2   | 2º       | Oposición          |
| 1969 | 8.910  | 40,68 | 1/18    | 1   | 2º       | Oposición          |
| 1969 | 8.910  | 40,68 | 1/18    | 1   | 2º       | Oposición          |